# 斧山道運動場
斧山道運動場（英語：Hammer Hill Road Sports Ground）是香港一個田徑運動場，位於九龍牛池灣斧山道158號，由康樂及文化事務署管理。該運動場前身是1983年清拆的平頂村北面部份。
運動場的正門位於斧山道，面南端永定道出口可供駕車者使用。該處也是斧山道游泳池的後門。
除被學校租用作運動會會場外，斧山道運動場在平日開放予街坊入內晨運和跑步等。看台的下層是更衣室和洗手間。

## 設施
- 1 條 8 線全天候跑道，長400米
- 1 個草地足球場
- 1 個小型草地足球場
- 容納2,200名觀眾的看台

## 足球活動
2014–16年度球季，香港超級聯賽球隊黃大仙以斧山道運動場作為主場球場。
2016–17年度球季，香港超級聯賽球隊標準灝天以斧山道運動場作為主場球場。
2019-20年度球季，香港超級聯賽球隊愉園以斧山道運動場作為主場球場。
2020-21年度球季，香港超級聯賽球隊標準流浪以斧山道運動場作為主場球場。
2022-23年度球季，香港超級聯賽球隊標準流浪以斧山道運動場作為主場球場。
2023-24年度球季，香港超級聯賽球隊香港U23以斧山道運動場作為主場球場。

## 鄰近
運動場的看台位於足球場的西邊，觀眾席的右邊可以看到場外的高樓大廈威豪花園、怡發花園和怡富花園等。而看台的左邊可以看到斧山道山上的富山邨、新麗花園、宏景花園、香港神託會培敦中學等。球場的東邊是一組東九龍分科診療所建築及佛教孔仙洲紀念中學等。

## 外部連結
- 康文署：斧山道運動場 （页面存档备份，存于）